# 歌川国政 (5代目)
五代目 歌川国政（ごだいめ うたがわ くにまさ、生没年不詳）とは、明治時代の浮世絵師。竹内柳蛙とも称す。小国政と同一人物とみられるが未詳である。

## 来歴
四代目歌川国政の長男で門人。竹内氏。梅堂、楳堂、小国政、香朝楼、柳蛙と号す。始めは絵を父に学ぶ。明治22年（1889年）から明治29年（1896年）の間、楳堂（梅堂）小国政と称していたが、明治24年（1891年）頃に歌川国政の名を継いで「五代目国政」の落款を用いている。さらに明治28年以降、四条派の画家飯島光峨の門下となってからは「竹内柳蛙」と名乗った。「五代目国政筆」と落款された作品以降にも「小国政」と落款した作品を多数発表しており、このことから七戸氏の別人説も唱えられ、同一人物とするにはなお疑問が残る。ただし小国政と五代目国政と両方の落款を使っていた時期があるのか、あるいは明治24年頃から後の「小国政」は別人であるのかは不明である。代表作として「魯国皇太子御着之図」や「明治二十四年 美濃大地震の図」などがあげられる。その他には日清戦争の錦絵などを描いており、柳蛙の作品としては日露戦争物が多く見られる。大正12年（1923年）の関東大震災以前に没したともいわれる。

## 作品
- 「大日本憲法発布式之図」 大判3枚続 明治22年（1889年）
- 「岐阜県愛知県大地震実況」 大判3枚続 明治24年
- 「明治座開場之図」 大判3枚続 明治26年
- 「市村座改正新築舞台開 賤嶽真書太閤記」 大判3枚続
- 「日清海戦大孤山沖大激戦大日本海軍大勝利之図」 大判6枚続 明治27年
- 「日露旅順口海戦帝国海軍大勝利万歳」 大判6枚続 明治37年 以上、小国政の落款

- 「市川権十郎 中村福助 片岡我童 中村芝翫」大判3枚続 明治19年 プラハ国立美術館所蔵
- 「三代目河原崎国太郎死絵」大判　明治20年（1887年）　千葉市美術館所蔵
- 「五代目尾上菊五郎死絵（羽織袴坐像））」大判　明治36年（1903年）　千葉市美術館所蔵
- 「五代目尾上菊五郎の死絵（短冊を認める）」大判　明治36年　千葉市美術館所蔵
- 「九代目市川団十郎死絵（僧衣立姿））」大判　明治36年　千葉市美術館所蔵
- 「魯国皇太子御着之図」 大判3枚続 明治24年
- 「澳国皇族新橋御入京図」 大判3枚続 明治26年 以上、国政の落款